# Campos del Paraíso
Campos del Paraíso é um município da Espanha na província de Cuenca, comunidade autónoma de Castilla-La Mancha, de área 59,42 km² com população de 920 habitantes (2007) e densidade populacional de 4,47 hab./km².

## Demografia
| Variação demográfica do município entre 1991 e 2004 | Variação demográfica do município entre 1991 e 2004 | Variação demográfica do município entre 1991 e 2004 | Variação demográfica do município entre 1991 e 2004 |
| --------------------------------------------------- | --------------------------------------------------- | --------------------------------------------------- | --------------------------------------------------- |
| 1991                                                | 1996                                                | 2001                                                | 2004                                                |
| 1345                                                | 1189                                                | 1032                                                | 1001                                                |